# CPDRC Dancing Inmates
 (juin 2015).
Si vous disposez d'ouvrages ou d'articles de référence ou si vous connaissez des sites web de qualité traitant du thème abordé ici, merci de compléter l'article en donnant les références utiles à sa vérifiabilité et en les liant à la section « Notes et références ».
 (janvier 2016).
CPDRC Dancing Inmates, aussi appelé CPDRC dancers est un collectif des détenus du Centre de détention et de réhabilitation de la province de Cebu (Cebu Provincial Detention and Rehabilitation Center, CPDRC), une prison haute sécurité située à Cebu, dans la province du même nom, aux Philippines. Les prisonniers du collectif, lancé par Byron F. Garcia, nommé chef du CPDRC, ont à leur programme de réhabilitation des entraînements de danse quotidiens. Leurs performances sont souvent filmées et diffusées sur Internet, ce qui a contribué à leur donner une certaine célébrité. Leur performance la plus vue est une reprise de la chorégraphie de Thriller de Michael Jackson.
L'administration de la prison a également diffusé une vidéo expliquant le principe de fonctionnement du centre de détention.

## Histoire
Byron Garcia a initialement voulu introduire au CPDRC des exercices d'entraînement quotidiens d'une heure pour les détenus. Il affirme également dans un documentaire britannique que son inspiration est venue en regardant le film Les Evadés, et en particulier la scène où la musique de l'opéra Les noces de Figaro de Mozart inondent la cour de la prison. Garcia a alors fait défiler les détenus au rythme d'un tambour, mais rapidement c'est la danse pop qui s'est imposée. Il a commencé avec "Another Brick in the Wall" des Pink Floyd. Puis, face aux réticences de certains prisonniers à danser, il a choisi des musiques du groupe Village People, comme "In the Navy" et "Y.M.C.A.". 
La première chorégraphie diffusée fut "Algorithm March", avec 967 détenus chorégraphes. Les huit mois suivant sa diffusion, la vidéo sera vue 400 fois. Cependant la vidéo suivante, Thriller, a connu un succès plus important.

## Réticences
La prison a été critiquée par des experts en réhabilitation et des associations pour les droits de l'Homme qui prétendent que les exercices de danse sont de l'exploitation et non pas de la réhabilitation. De plus certains anciens détenus ont témoigné que des prisonniers avaient pratiqué des violences contre les codétenus réticents. Amnesty International ajoute que les conditions de détention aux Philippines sont cruelles, dégradantes, inhumaines. Ils ont exprimé leurs préoccupations au sujet de la surpopulation, la fourniture de nourriture insuffisante, une mauvaise ventilation et un mauvais assainissement. L'association pour Les Droits de l'Homme Karapatan a également déposé des plaintes contre les Garcias et les gardiens, alléguant un traitement inhumain des détenus.